# You Don't Know Me
"You Don't Know Me" é uma canção do cantor brasileiro Caetano Veloso, incluída em seu sexto álbum de estúdio, Transa (1972). Sendo composta e vocalizada por ele mesmo em inglês e português e produzida por Ralph Mace, a faixa é considerada como uma das mais representativas de Veloso na década de 70.
A música cita alguns trechos de "Maria Moita" de Carlos Lyra e Vinicius de Moraes, e também de "Hora do Adeus", de Luiz Gonzaga.

## Lançamento e recepção
Foi lançada junta ao álbum Transa em janeiro de 1972, no formato de fita cassete e LP. Dentre as sete composições do disco, "You Don't Know Me", "Nine Out of Ten" e "It's a Long Way" foram as mais aclamadas.
Em 2016, "You Don't Know Me" foi eleita pela revista norte-americana Pitchfork como a 73ª melhor canção dos anos 70, na qual Kevin Lozano a descreveu como uma "obra-prima de canção que só poderia ter sido escrita pelo ponto de vista de um exilado."

## Versão de Luísa Sonza
"You Don't Know Me" é uma canção dos cantores brasileiros Luísa Sonza e Caetano Veloso, presente no terceiro álbum de estúdio de Sonza, Escândalo Íntimo (2023). Se trata de uma regravação da música de Veloso, escrita originalmente por ele mesmo. A disponibilização da faixa será em 28 de maio de 2024 com as outras canções bloqueadas do disco.